# Tòa án Hình sự Quốc tế về Nam Tư cũ
Tòa án Hình sự Quốc tế về Nam Tư cũ là một tòa án đặc biệt của Liên Hợp Quốc có nhiệm vụ truy tố, xét xử các tội ác chiến tranh trong Chiến tranh Nam Tư, hoạt động từ năm 1993 đến năm 2017.
Tòa án Hình sự Quốc tế về Nam Tư cũ được thành lập theo Nghị quyết 827 của Hội đồng Bảo an Liên Hợp Quốc. Tòa án có thẩm quyền đối với vi phạm nghiêm trọng các Công ước Genève, vi phạm luật chiến tranh, diệt chủng và tội ác chống lại loài người xảy ra trên lãnh thổ Cộng hòa Liên bang Xã hội chủ nghĩa Nam Tư cũ từ năm 1991. Mức phạt cao nhất là tù chung thân. 14 quốc gia ký kết thỏa thuận với Liên Hợp Quốc để thi hành bản án của Tòa án.
Tòa án Hình sự Quốc tế về Nam Tư cũ truy tố, xét xử tổng cộng 161 người. Công tố viên ban hành bản cáo trạng cuối cùng vào tháng 12 năm 2004. Goran Hadžić là tội phạm bỏ trốn cuối cùng bị bắt giữ vào ngày 20 tháng 7 năm 2011. Tòa án tuyên án lần cuối cùng vào ngày 29 tháng 11 năm 2017 và chính thức ngừng hoạt động vào ngày 31 tháng 12 năm 2017.
Cơ chế dư quốc tế về các Tòa án hình sự tiếp quản những chức năng dư của Tòa án Hình sự Quốc tế về Nam Tư cũ, bao gồm giám sát thi hành án và xét xử phúc thẩm những thủ tục kháng cáo được tiến hành từ ngày 1 tháng 7 năm 2013.

## Lịch sử

### Thành lập
Ngày 22 tháng 2 năm 1993, Hội đồng Bảo an Liên Hợp Quốc thông qua Nghị quyết 808, quyết định thành lập một tòa án quốc tế để truy tố những người chịu trách nhiệm về những vi phạm nghiêm trọng luật nhân đạo quốc tế trên lãnh thổ Cộng hòa Liên bang Xã hội chủ nghĩa Nam Tư từ năm 1991 và đề nghị tổng thư ký Liên Hợp Quốc trình Hội đồng xem xét một báo cáo về vấn đề này.
Ngày 25 tháng 5 năm 1993, Hội đồng Bảo an Liên Hợp Quốc thông qua Nghị quyết 827, chính thức thành lập Tòa án Hình sự Quốc tế về Nam Tư cũ. Tòa án có thẩm quyền đối với bốn tội phạm xảy ra trên lãnh thổ của Cộng hòa Liên bang Xã hội chủ nghĩa Nam Tư cũ từ năm 1991:
1. Vi phạm nghiêm trọng các Công ước Genève
2. Vi phạm luật chiến tranh
3. Diệt chủng
4. Tội ác chống lại loài người

Mức phạt cao nhất là tù chung thân.

### Hoạt động

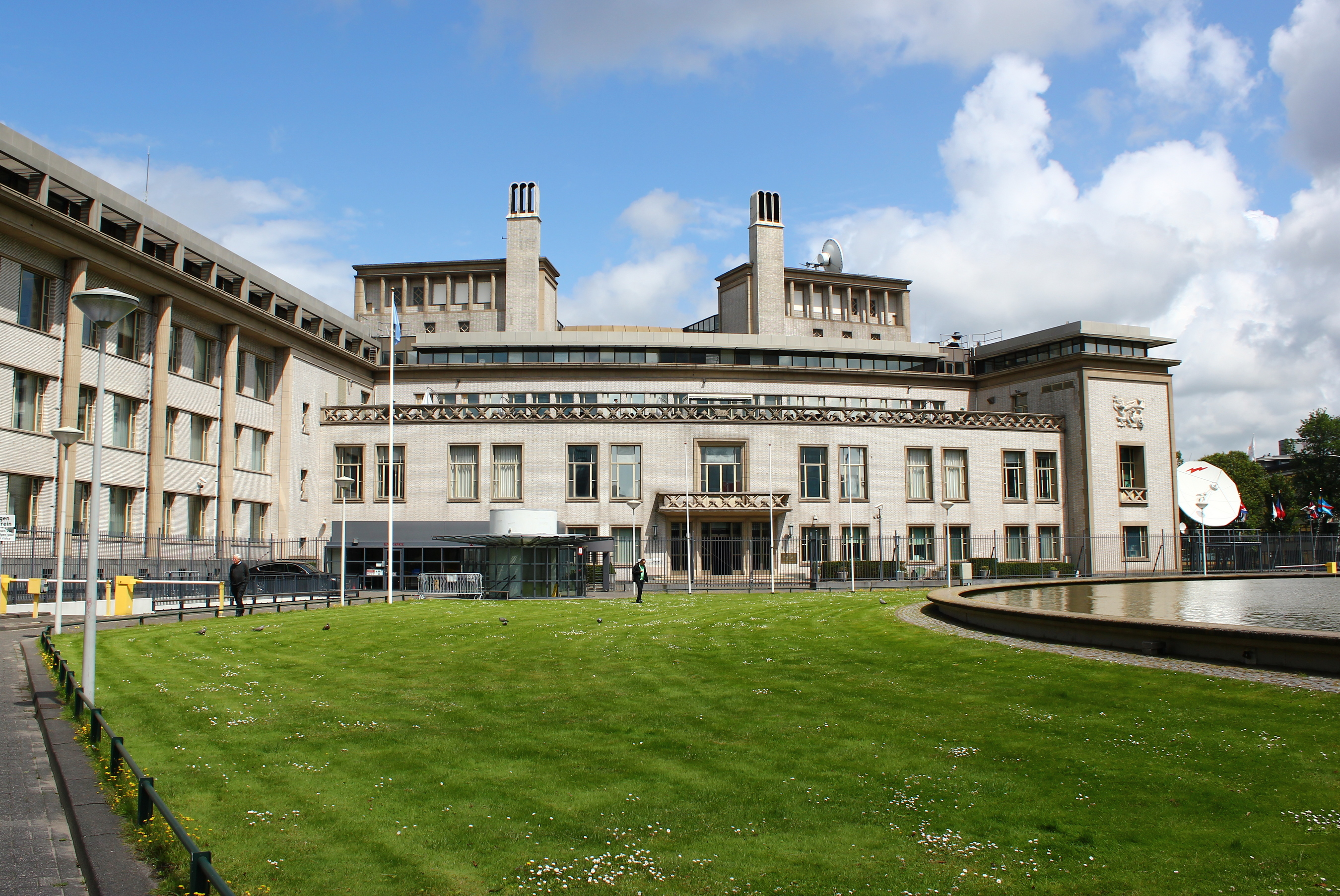
Trụ sở Tòa án Hình sự Quốc tế về Nam Tư cũ ở Den Haag, Hà Lan

Năm 1994, Tòa án Hình sự Quốc tế về Nam Tư cũ ban hành bản cáo trạng đầu tiên truy tố chỉ huy trại tập trung Sušica người Serbia gốc Bosnia Dragan Nikolić. Ngày 13 tháng 2 năm 1995, Tòa án ban hành hai bản cáo trạng truy tố 21 cá nhân người Serbia gốc Bosnia về tội ác đối với các tù nhân thường dân theo Hồi giáo và người Croatia. Tuy nhiên, không có bị cáo nào bị bắt giữ.
Duško Tadić là bị cáo đầu tiên được đưa ra xét xử trước Tòa án Hình sự Quốc tế về Nam Tư cũ. Tadić bị bắt giữ tại München, Đức vào năm 1994 với cáo buộc phạm tội giết người, hiếp dâm, đối xử tàn ác và tra tấn ở trại giam Omarska. Ngày 26 tháng 4 năm 1995, Tadić ra hầu tòa trước Tòa sơ thẩm và không nhận tội đối với tất cả các cáo buộc trong bản cáo trạng.

### Giải thể
Nghị quyết 1503 và Nghị quyết 1534 của Hội đồng Bảo an Liên Hợp Quốc yêu cầu Tòa án Hình sự Quốc tế về Nam Tư cũ và Tòa án Hình sự Quốc tế về Rwanda hoàn tất truy tố, xét xử trước năm 2010.
Tháng 12 năm 2010, Hội đồng Bảo an Liên Hợp Quốc thông qua Nghị quyết 1966, thành lập Cơ chế dư quốc tế về các Tòa án hình sự để tiếp quản những nhiệm vụ của Tòa án Hình sự Quốc tế về Nam Tư cũ và Tòa án Hình sự Quốc tế Rwanda khi hai tòa án kết thúc hoạt động. Nghị quyết 1966 yêu cầu Tòa án hoàn thành nhiệm vụ trước ngày 31 tháng 12 năm 2014.
Tháng 5 năm 2011, Tòa án Hình sự Quốc tế về Nam Tư cũ đặt mục tiêu hoàn tất xét xử sơ thẩm vào cuối năm 2012 và hoàn tất xét xử phúc thẩm vào năm 2015, ngoại trừ vụ án của Radovan Karadžić, Ratko Mladić và Goran Hadžić: phiên tòa sơ thẩm của Karadžić dự kiến được hoàn tất vào năm 2014, trong khi Mladić và Hadžić đang bỏ trốn vào thời điểm đó.
Ngày 22 tháng 11 năm 2017, Tòa án Hình sự Quốc tế về Nam Tư cũ hoàn tất xét xử sơ thẩm vụ án cuối cùng của Ratko Mladić. Ngày 29 tháng 11 năm 2017, Tòa án hoàn tất xét xử phúc thẩm vụ án cuối cùng của sáu cá nhân.

## Tổ chức
Tòa án Hình sự Quốc tế về Nam Tư cũ gồm các Tòa, Văn phòng Công tố viên và Văn phòng Thư ký.

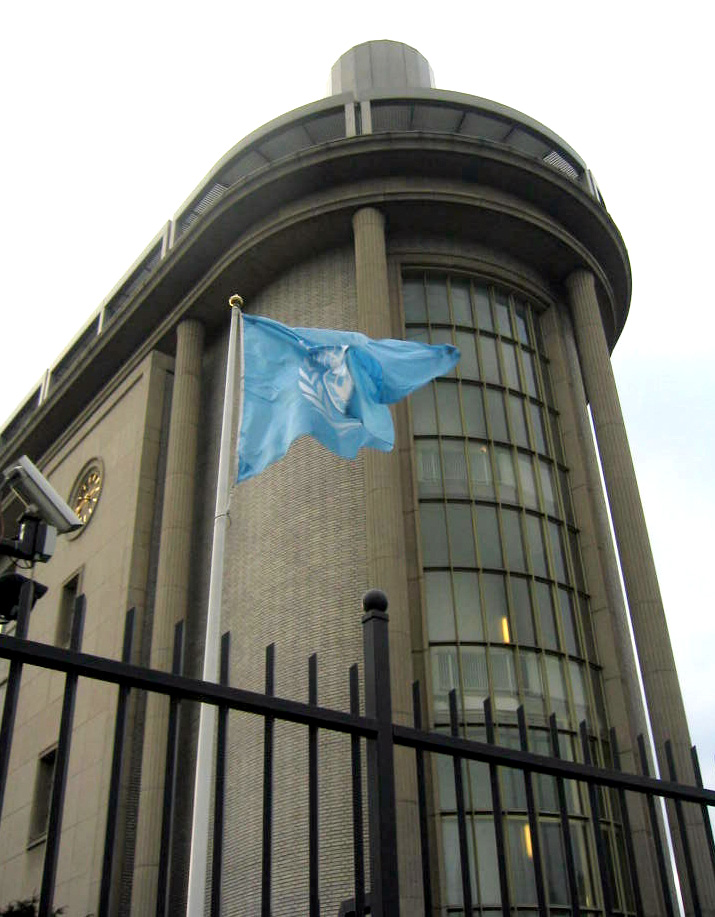
Một góc trụ sở Tòa án Hình sự Quốc tế về Nam Tư cũ

### Công tố viên
Công tố viên là người đứng đầu Văn phòng Công tố viên, có nhiệm vụ khởi tố, điều tra, truy tố vụ án và thu thập chứng cứ.:Điều 16(1) Công tố viên do Hội đồng Bảo an Liên Hợp Quốc bổ nhiệm theo đề cử của tổng thư ký Liên Hợp Quốc.:Điều 16(4)
Serge Brammertz là công tố viên cuối cùng của Tòa án Hình sự Quốc tế về Nam Tư cũ.

### Tòa
Tòa án Hình sự Quốc tế về Nam Tư cũ có ba Tòa sơ thẩm và một Tòa phúc thẩm. Mỗi Tòa sơ thẩm gồm tối đa ba thẩm phán thường trực, Tòa phúc thẩm gồm bảy thẩm phán thường trực. Chủ tịch Tòa án Hình sự Quốc tế về Nam Tư cũ là thẩm phán chủ tọa Tòa phúc thẩm.:Điều 14
Tòa án Hình sự Quốc tế về Nam Tư cũ gồm tối đa 16 thẩm phán thường trực và 12 thẩm phán đặc biệt.:Điều 12 Vào thời điểm ngừng hoạt động, Tòa án có bảy thẩm phán thường trực và một thẩm phán đặc biệt. Tổng cộng có 86 thẩm phán từ 52 quốc gia, bao gồm 51 thẩm phán thường trực và 37 thẩm phán đặc biệt.
14 thẩm phán thường trực do Đại Hội đồng Liên Hợp Quốc bầu trong danh sách đề cử của Hội đồng Bảo an Liên Hợp Quốc. Mỗi quốc gia thành viên, quan sát viên Liên Hợp Quốc đề cử tối đa hai ứng cử viên có quốc tịch khác nhau. Tổng thư ký Liên Hợp Quốc trình danh sách đề cử trước Hội đồng Bảo an Liên Hợp Quốc và Hội đồng Bảo an chọn từ 28 đến 42 ứng cử viên để trình trước Đại Hội đồng Liên Hợp Quốc. Nhiệm kỳ của thẩm phán là bốn năm và thẩm phán có thể được tái cử. Trong trường hợp khuyết thẩm phán thì tổng thư ký Liên Hợp Quốc bổ nhiệm thẩm phán mới.:Điều 13bis
Carmel Agius từ Malta là chủ tịch cuối cùng của Tòa án Hình sự Quốc tế về Nam Tư cũ, được bầu vào ngày 21 tháng 10 năm 2015.

#### Danh sách thẩm phán
| Họ tên                     | Quốc gia               | Chức vụ                                        | Nhậm chức            | Mãn nhiệm            |
| -------------------------- | ---------------------- | ---------------------------------------------- | -------------------- | -------------------- |
| Georges Abi-Saab           | Ai Cập                 | Thẩm phán thường trực                          | 17 tháng 11 năm 1993 | 1 tháng 10 năm 1995  |
| Koffi Afande               | Togo                   | Thẩm phán thường trực                          | 18 tháng 11 năm 2013 | 30 tháng 6 năm 2016  |
| Antonio Cassese            | Ý                      | Thẩm phán thường trực / Chủ tịch               | 17 tháng 11 năm 1993 | 17 tháng 2 năm 2000  |
| Jules Deschênes            | Canada                 | Thẩm phán thường trực                          | 17 tháng 11 năm 1993 | 1 tháng 5 năm 1997   |
| Adolphus Karibi-Whyte      | Nigeria                | Thẩm phán thường trực / Phó Chủ tịch           | 17 tháng 11 năm 1993 | 16 tháng 11 năm 1998 |
| Bản mẫu:Sortname ill       | Pháp                   | Thẩm phán thường trực                          | 17 tháng 11 năm 1993 | 1 tháng 1 năm 1994   |
| Lý Hạo Bồi                 | Trung Quốc             | Thẩm phán thường trực                          | 17 tháng 11 năm 1993 | 6 tháng 11 năm 1997  |
| Gabrielle McDonald         | Hoa Kỳ                 | Thẩm phán thường trực / Chủ tịch               | 17 tháng 11 năm 1993 | 17 tháng 11 năm 1999 |
| Elizabeth Odio Benito      | Costa Rica             | Thẩm phán thường trực / Phó Chủ tịch           | 17 tháng 11 năm 1993 | 16 tháng 11 năm 1998 |
| Rustam Sidhwa              | Pakistan               | Thẩm phán thường trực                          | 17 tháng 11 năm 1993 | 15 tháng 7 năm 1996  |
| Ninian Stephen             | Úc                     | Thẩm phán thường trực                          | 17 tháng 11 năm 1993 | 16 tháng 11 năm 1997 |
| Lal Chand Vohrah           | Malaysia               | Thẩm phán thường trực                          | 17 tháng 11 năm 1993 | 16 tháng 11 năm 2001 |
| Claude Jorda               | Pháp                   | Thẩm phán thường trực / Chủ tịch               | 19 tháng 1 năm 1994  | 11 tháng 3 năm 2003  |
| Fouad Riad                 | Ai Cập                 | Thẩm phán thường trực                          | 4 tháng 10 năm 1995  | 16 tháng 11 năm 2001 |
| Saad Saood Jan             | Pakistan               | Thẩm phán thường trực                          | 4 tháng 9 năm 1996   | 16 tháng 11 năm 1998 |
| Mohamed Shahabuddeen       | Guyana                 | Thẩm phán thường trực / Phó Chủ tịch           | 16 tháng 6 năm 1997  | 10 tháng 5 năm 2009  |
| Richard May                | Anh Quốc               | Thẩm phán thường trực                          | 17 tháng 11 năm 1997 | 17 tháng 3 năm 2004  |
| Florence Mumba             | Zambia                 | Thẩm phán thường trực / Phó Chủ tịch           | 17 tháng 11 năm 1997 | 16 tháng 11 năm 2005 |
| Rafael Nieto Navia         | Colombia               | Thẩm phán thường trực                          | 17 tháng 11 năm 1997 | 16 tháng 11 năm 2001 |
| Rafael Nieto Navia         | Colombia               | Thẩm phán đặc biệt                             | 3 tháng 12 năm 2001  | 5 tháng 12 năm 2003  |
| Almiro Rodrigues           | Bồ Đào Nha             | Thẩm phán thường trực                          | 17 tháng 11 năm 1997 | 16 tháng 11 năm 2001 |
| Vương Thiết Nhai           | Trung Quốc             | Thẩm phán thường trực                          | 17 tháng 11 năm 1997 | 31 tháng 3 năm 2000  |
| Patrick Robinson           | Jamaica                | Thẩm phán thường trực / Chủ tịch               | 12 tháng 11 năm 1998 | 8 tháng 4 năm 2015   |
| Mohamed Bennouna           | Maroc                  | Thẩm phán thường trực                          | 16 tháng 11 năm 1998 | 28 tháng 2 năm 2001  |
| David Hunt                 | Úc                     | Thẩm phán thường trực                          | 16 tháng 11 năm 1998 | 14 tháng 11 năm 2003 |
| Patricia Wald              | Hoa Kỳ                 | Thẩm phán thường trực                          | 17 tháng 11 năm 1999 | 16 tháng 11 năm 2001 |
| Liu Daqun                  | Trung Quốc             | Thẩm phán thường trực / Phó Chủ tịch           | 3 tháng 4 năm 2000   | 31 tháng 12 năm 2017 |
| Carmel Agius               | Malta                  | Thẩm phán thường trực / Chủ tịch; Phó Chủ tịch | 14 tháng 3 năm 2001  | 31 tháng 12 năm 2017 |
| Mohamed Fassi-Fihri        | Maroc                  | Thẩm phán đặc biệt                             | 14 tháng 3 năm 2001  | 16 tháng 11 năm 2001 |
| Mohamed Fassi-Fihri        | Maroc                  | Thẩm phán đặc biệt                             | 10 tháng 4 năm 2002  | 1 tháng 11 năm 2002  |
| Theodor Meron              | Hoa Kỳ                 | Thẩm phán thường trực / Chủ tịch               | 14 tháng 3 năm 2001  | 31 tháng 12 năm 2017 |
| Fausto Pocar               | Ý                      | Thẩm phán thường trực / Chủ tịch               | 14 tháng 3 năm 2001  | 31 tháng 12 năm 2017 |
| Mehmet Güney               | Thổ Nhĩ Kỳ             | Thẩm phán thường trực                          | 11 tháng 7 năm 2001  | 30 tháng 4 năm 2015  |
| Maureen Harding Clark      | Ireland                | Thẩm phán đặc biệt                             | 6 tháng 9 năm 2001   | 11 tháng 3 năm 2003  |
| Fatoumata Diarra           | Mali                   | Thẩm phán đặc biệt                             | 6 tháng 9 năm 2001   | 11 tháng 3 năm 2003  |
| Ivana Janu                 | Séc                    | Thẩm phán đặc biệt                             | 6 tháng 9 năm 2001   | 11 tháng 9 năm 2004  |
| Amarjeet Singh             | Singapore              | Thẩm phán đặc biệt                             | 6 tháng 9 năm 2001   | 5 tháng 4 năm 2002   |
| Chikako Taya               | Nhật Bản               | Thẩm phán đặc biệt                             | 6 tháng 9 năm 2001   | 1 tháng 9 năm 2004   |
| Sharon Williams            | Canada                 | Thẩm phán đặc biệt                             | 6 tháng 9 năm 2001   | 17 tháng 10 năm 2003 |
| Asoka de Zoysa Gunawardana | Sri Lanka              | Thẩm phán thường trực                          | 4 tháng 10 năm 2001  | 5 tháng 7 năm 2003   |
| Amin El Mahdi              | Ai Cập                 | Thẩm phán thường trực                          | 17 tháng 11 năm 2001 | 16 tháng 11 năm 2005 |
| O-Gon Kwon                 | Hàn Quốc               | Thẩm phán thường trực / Phó Chủ tịch           | 17 tháng 11 năm 2001 | 31 tháng 3 năm 2016  |
| Alphons Orie               | Hà Lan                 | Thẩm phán thường trực                          | 17 tháng 11 năm 2001 | 31 tháng 12 năm 2017 |
| Wolfgang Schomburg         | Đức                    | Thẩm phán thường trực                          | 17 tháng 11 năm 2001 | 17 tháng 11 năm 2008 |
| Per-Johan Lindholm         | Phần Lan               | Thẩm phán đặc biệt                             | 10 tháng 4 năm 2002  | 17 tháng 10 năm 2003 |
| Volodymyr Vasylenko        | Ukraine                | Thẩm phán đặc biệt                             | 10 tháng 4 năm 2002  | 25 tháng 1 năm 2005  |
| Carmen Argibay             | Argentina              | Thẩm phán đặc biệt                             | 5 tháng 11 năm 2002  | 18 tháng 1 năm 2005  |
| Joaquín Martín Canivell    | Tây Ban Nha            | Thẩm phán đặc biệt                             | 2 tháng 5 năm 2003   | 27 tháng 9 năm 2006  |
| Inés Weinberg de Roca      | Argentina              | Thẩm phán thường trực                          | 17 tháng 6 năm 2003  | 15 tháng 8 năm 2005  |
| Jean-Claude Antonetti      | Pháp                   | Thẩm phán thường trực                          | 1 tháng 10 năm 2003  | 31 tháng 3 năm 2016  |
| Vonimbolana Rasoazanany    | Madagascar             | Thẩm phán đặc biệt                             | 17 tháng 11 năm 2003 | 16 tháng 3 năm 2006  |
| Albertus Swart             | Hà Lan                 | Thẩm phán đặc biệt                             | 1 tháng 12 năm 2003  | 16 tháng 3 năm 2006  |
| Kevin Parker               | Úc                     | Thẩm phán thường trực / Phó Chủ tịch           | 8 tháng 12 năm 2003  | 28 tháng 2 năm 2011  |
| Krister Thelin             | Thụy Điển              | Thẩm phán đặc biệt                             | 15 tháng 12 năm 2003 | 10 tháng 7 năm 2008  |
| Chris Van Den Wyngaert     | Bỉ                     | Thẩm phán thường trực                          | 15 tháng 12 năm 2003 | 31 tháng 8 năm 2009  |
| Iain Bonomy                | Anh Quốc               | Thẩm phán thường trực                          | 7 tháng 6 năm 2004   | 31 tháng 8 năm 2009  |
| Hans Brydensholt           | Đan Mạch               | Thẩm phán đặc biệt                             | 21 tháng 9 năm 2004  | 30 tháng 6 năm 2006  |
| Albin Eser                 | Đức                    | Thẩm phán đặc biệt                             | 21 tháng 9 năm 2004  | 30 tháng 6 năm 2006  |
| Claude Hanoteau            | Pháp                   | Thẩm phán đặc biệt                             | 25 tháng 1 năm 2005  | 27 tháng 9 năm 2006  |
| György Szénási             | Hungary                | Thẩm phán đặc biệt                             | 25 tháng 1 năm 2005  | 30 tháng 5 năm 2005  |
| Andrésia Vaz               | Senegal                | Thẩm phán thường trực                          | 15 tháng 8 năm 2005  | 31 tháng 5 năm 2013  |
| Bakone Moloto              | Nam Phi                | Thẩm phán thường trực                          | 17 tháng 11 năm 2005 | 31 tháng 12 năm 2017 |
| Frank Höpfel               | Áo                     | Thẩm phán đặc biệt                             | 2 tháng 12 năm 2005  | 3 tháng 4 năm 2008   |
| Janet Nosworthy            | Jamaica                | Thẩm phán đặc biệt                             | 2 tháng 12 năm 2005  | 26 tháng 2 năm 2009  |
| Árpád Prandler             | Hungary                | Thẩm phán đặc biệt                             | 7 tháng 4 năm 2006   | 7 tháng 6 năm 2013   |
| Stefan Trechsel            | Thụy Sĩ                | Thẩm phán đặc biệt                             | 7 tháng 4 năm 2006   | 7 tháng 6 năm 2013   |
| Antoine Mindua             | Cộng hoà Dân chủ Congo | Thẩm phán đặc biệt                             | 25 tháng 4 năm 2006  | 22 tháng 7 năm 2016  |
| Ali Nawaz Chowhan          | Pakistan               | Thẩm phán đặc biệt                             | 26 tháng 6 năm 2006  | 26 tháng 2 năm 2009  |
| Tsvetana Kamenova          | Bulgaria               | Thẩm phán đặc biệt                             | 26 tháng 6 năm 2006  | 26 tháng 2 năm 2009  |
| Kimberly Prost             | Canada                 | Thẩm phán đặc biệt                             | 3 tháng 7 năm 2006   | 31 tháng 3 năm 2010  |
| Ole Støle                  | Na Uy                  | Thẩm phán đặc biệt                             | 13 tháng 7 năm 2006  | 10 tháng 6 năm 2010  |
| Frederik Harhoff           | Đan Mạch               | Thẩm phán đặc biệt                             | 9 tháng 1 năm 2007   | 28 tháng 8 năm 2013  |
| Flavia Lattanzi            | Ý                      | Thẩm phán đặc biệt                             | 2 tháng 7 năm 2007   | 31 tháng 3 năm 2016  |
| Pedro David                | Argentina              | Thẩm phán đặc biệt                             | 27 tháng 2 năm 2008  | 13 tháng 9 năm 2011  |
| Elizabeth Gwaunza          | Zimbabwe               | Thẩm phán đặc biệt                             | 3 tháng 3 năm 2008   | 8 tháng 6 năm 2013   |
| Michèle Picard             | Pháp                   | Thẩm phán đặc biệt                             | 3 tháng 3 năm 2008   | 8 tháng 6 năm 2013   |
| Uldis Kinis                | Latvia                 | Thẩm phán đặc biệt                             | 10 tháng 3 năm 2008  | 18 tháng 4 năm 2011  |
| Christoph Flügge           | Đức                    | Thẩm phán thường trực                          | 18 tháng 11 năm 2008 | 31 tháng 12 năm 2017 |
| Melville Baird             | Trinidad và Tobago     | Thẩm phán đặc biệt                             | 15 tháng 12 năm 2008 | 31 tháng 3 năm 2016  |
| Burton Hall                | Bahamas                | Thẩm phán thường trực                          | 7 tháng 8 năm 2009   | 30 tháng 7 năm 2016  |
| Burton Hall                | Bahamas                | Thẩm phán đặc biệt                             | 21 tháng 9 năm 2016  | 31 tháng 12 năm 2017 |
| Howard Morrison            | Anh Quốc               | Thẩm phán thường trực                          | 31 tháng 8 năm 2009  | 31 tháng 3 năm 2016  |
| Guy Delvoie                | Bỉ                     | Thẩm phán thường trực                          | 1 tháng 9 năm 2009   | 30 tháng 7 năm 2016  |
| Prisca Matimba Nyambe      | Zambia                 | Thẩm phán đặc biệt                             | 1 tháng 12 năm 2009  | 18 tháng 12 năm 2012 |
| Arlette Ramaroson          | Madagascar             | Thẩm phán thường trực                          | 19 tháng 10 năm 2011 | 21 tháng 12 năm 2015 |
| Khalida Khan               | Pakistan               | Thẩm phán thường trực                          | 6 tháng 3 năm 2012   | 21 tháng 12 năm 2015 |
| Bakhtiyar Tuzmukhamedov    | Nga                    | Thẩm phán thường trực                          | 1 tháng 6 năm 2012   | 21 tháng 12 năm 2015 |
| William Sekule             | Tanzania               | Thẩm phán thường trực                          | 18 tháng 3 năm 2013  | 30 tháng 4 năm 2015  |
| Mandiaye Niang             | Senegal                | Thẩm phán thường trực                          | 30 tháng 10 năm 2013 | 31 tháng 3 năm 2016  |

### Văn phòng Thư ký
Văn phòng Thư ký chịu trách nhiệm quản lý, cung cấp dịch vụ của Tòa án Hình sự Quốc tế về Nam Tư cũ, bao gồm lưu giữ hồ sơ tòa án, phiên dịch tài liệu, vận chuyển, bố trí nơi ở của nhân chứng, điều hành Bộ phận thông tin công cộng, quản lý bảng lương, nhân sự, mua sắm, quản lý Đơn vị giam giữ và vận hành chương trình trợ giúp pháp lý. Thư ký Tòa án Hình sự Quốc tế về Nam Tư cũ do tổng thư ký Liên Hợp Quốc bổ nhiệm. Nhiệm kỳ của thư ký là bốn năm.:Điều 17

### Trại giam

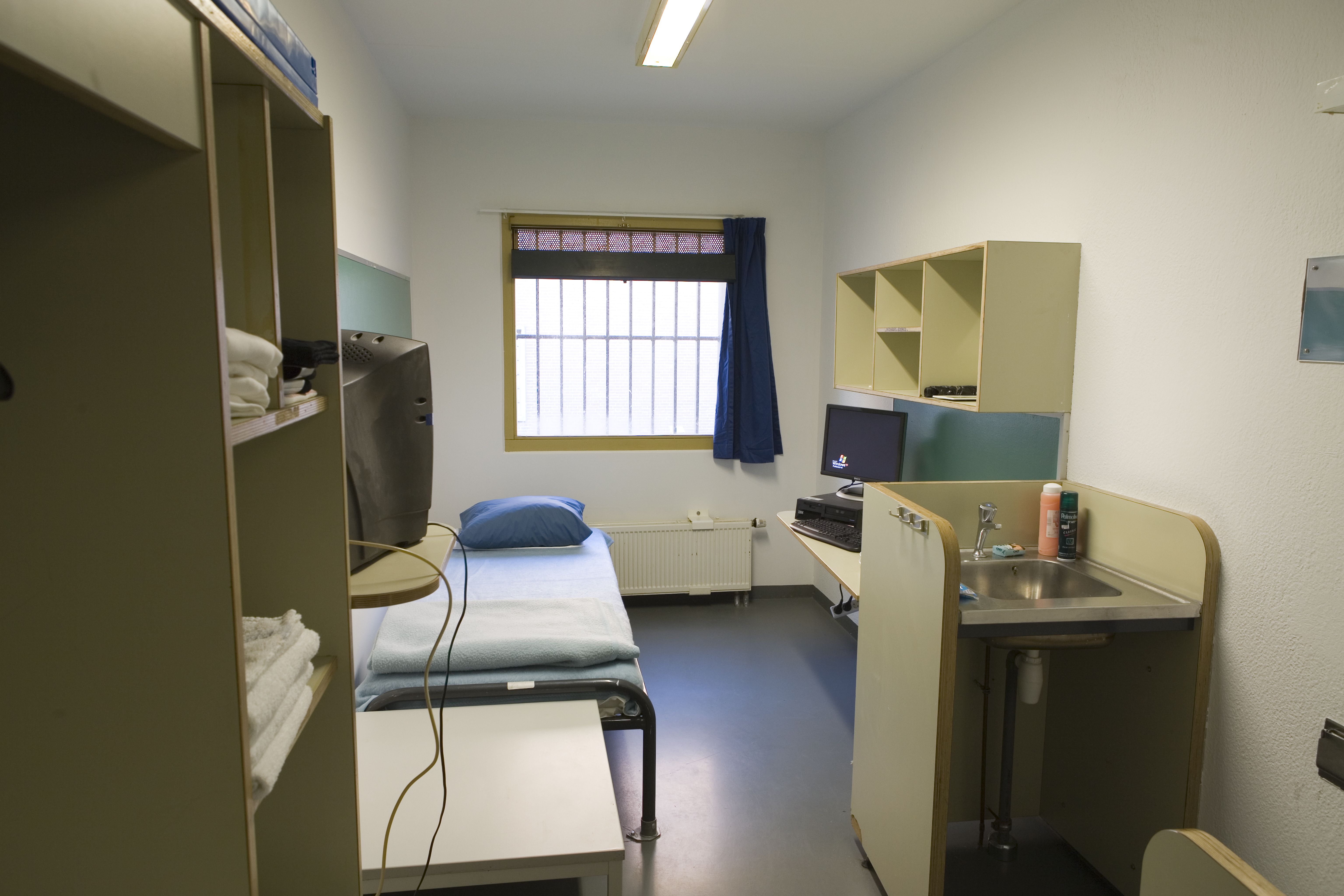
Một phòng giam đơn tại trại giam của Tòa án Hình sự Quốc tế về Nam Tư cũ

Đơn vị giam giữ của Tòa án Hình sự Quốc tế về Nam Tư cũ nằm trong khuôn viên của Nhà tù Haaglanden ở quận Scheveningen, Den Haag. Phòng giam có nhà vệ sinh, vòi sen, radio, truyền hình vệ tinh, máy tính (không có kết nối internet) và những tiện nghi khác. Người bị giam giữ được phép gọi điện cho gia đình và bạn bè hàng ngày và có thể thăm hỏi vợ chồng. Đơn vị giam giữ còn có một thư viện, một phòng tập thể dục và những phòng cho các nghi lễ tôn giáo. Tù nhân được phép tự nấu ăn và không bị tách biệt. Trại giam của Tòa án từng được gọi là "Hilton của Den Haag" vì những tiện nghi xa xỉ so với những nhà tù khác.

## Tổng kết truy tố, xét xử
Từ năm 1997 đến năm 2004, Tòa án Hình sự Quốc tế về Nam Tư cũ truy tố, xét xử 161 cá nhân như sau:
- 111 cá nhân bị truy tố ra trước Tòa án:
  - 21 bị cáo được trắng án:
    - 18 bản án trắng án được chấp nhận;
    - 1 bị cáo ban đầu được trắng án, nhưng bị kết án, tuyên phạt tù tại cấp xét xử phúc thẩm sau khi kháng cáo
    - 2 bị cáo ban đầu được trắng án, nhưng bị hủy bỏ quyết định trắng án tại cấp xét xử phúc thẩm khi công tố viên kháng nghị và đang được xét xử lại; và

  - 90 bị cáo bị kết án:
    - 87 cá nhân được chuyển giao cho 14 quốc gia để chấp hành án phạt tù:
      - 20 cá nhân đang chấp hành án phạt tù
      - 58 cá nhân đã chấp hành xong án phạt tù;
      - 9 cá nhân qua đời trong khi đang chấp hành án phạt tù hoặc sau khi bị kết án chờ chuyển giao

    - 2 cá nhân bị kết án đang chờ chuyển giao; và
    - 1 cá nhân bị kết án, nhưng đang kháng cáo bản án
- 13 cá nhân được chuyển giao cho:
  - Bosna và Hercegovina (10);
  - Croatia (2); và
  - Serbia (1)
- 37 cá nhân đã chấm dứt thủ tục tố tụng vì:
  - công tố viên thu hồi bản cáo trạng (20); hoặc
  - cá nhân qua đời trước hoặc sau khi chuyển đến Tòa án (17).

Các bị cáo bao gồm Slobodan Milošević, nguyên thủ quốc gia đương nhiệm đầu tiên bị truy tố vì tội ác chiến tranh, cựu tổng thống Cộng hòa Serbia Krajina Milan Babić, cựu thủ tướng Kosovo Ramush Haradinaj, cựu tổng thống Cộng hòa Srpska Radovan Karadžić, cựu tư lệnh Quân đội Cộng hòa Srpska Ratko Mladić và trung tướng Lục quân Croatia Ante Gotovina.
23 cá nhân khác bị xem xét xử phạt vì cản trở hoạt động tư pháp của Tòa án.